# 热尔松 (1941年)
热尔松（葡萄牙語：Gérson，1941年1月11日—），全名為热尔松·德奥利韦拉·努内斯（Gérson de Oliveira Nunes），60年代至70年代前期的知名已退役巴西足球运动员，主要司職組織中場，兼具視野和精準的傳球，也有禁區外長射的能力，以1970年世界杯的精彩表現聞名。

## 生平
1960年，入選奧運的巴西隊成員。
1966年，入選世界盃的巴西隊成員。然而他在本次世界盃表現普通，僅出戰一場之後就被放在替補席上。這是巴西第一次也是至今唯一一次於世界盃沒能通過小組賽。
1970年，入選世界盃的巴西隊成員。他在該屆世界杯表現傑出，巴西隊也奪下第三座世界盃冠軍，坐鎮正中場的他被譽為是該支冠軍之師的大腦。和義大利的決賽中，下半場兩隊1:1平手時，他在兩人包夾下從禁區外轟進打破僵局的第二分，並隨即在一次自由球的機會中找到了禁區裡的比利，後者在成功吸引防守球員包夾時助攻從後方跟上的雅爾金諾拿下第三分鎖定勝局。最後在賽事最佳球員的選拔上僅輸給比利，獲得銀球獎，也入選該屆的全明星隊。
1999年，入選世界足球雜誌所票選的20世紀最偉大的100名足球運動員。然而，在FIFA100的評選中，意外的沒有受到老隊友比利的青睞。他認為他和幾個巴西國家隊的隊友的名字應該要出現在名單上，他後來受訪時對此表示「我尊重但並不同意他的看法：除了席丹、普拉蒂尼跟方丹以外，居然還有11個法國人在我前面？這根本是笑話。」並象徵性的撕了一張代指那份名單的紙來表達不滿。